# Jean Gerson

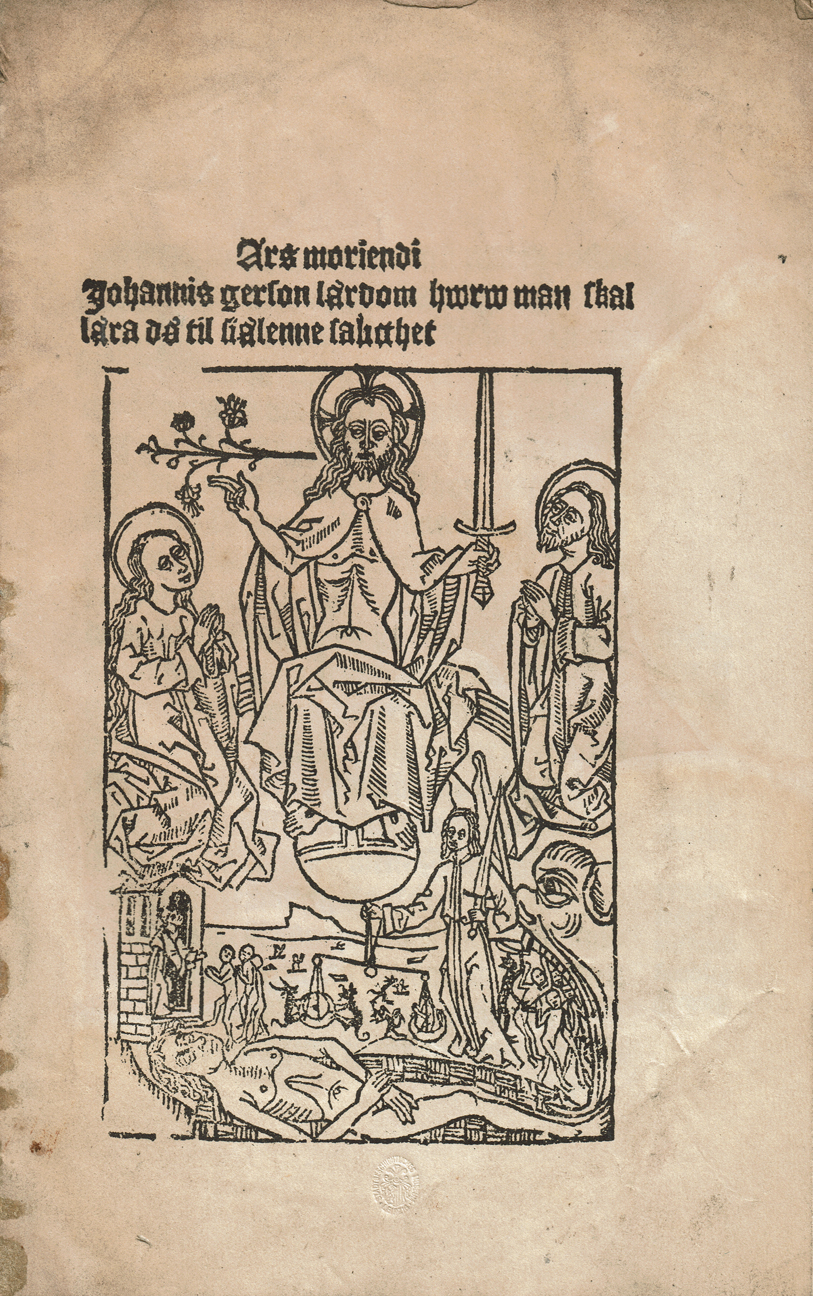
Jean Gerson: Ars Moriendi, Uppsala 1514 (Reprint 1881)

Jean Charlier de Gerson (även känd som Johannes Gerson), född 14 december 1363 i Gerson, Reims, Frankrike, död 12 juli 1429 i Lyon, var en fransk teolog, mystiker, politiker och författare, ett av tolv barn till Arnauld Charlier och Elizabeth La Chardenière.
När hans lärare Pierre d'Ailly utnämndes till biskop av motpåven Benedictus XIII , blev Gerson kansler av Notre-Dame och universitetet. I egenskap av detta verkade han förbindligt mellan påvarna i Rom och i Avignon, och kom att spela en avgörande roll i lösningen av den stora schismen vid konciliet i Konstanz. Han har som teolog en framträdande roll inom gallikanismen. Han är även den som slutligen gav Jeanne d'Arc erkännande genom publikationen De Mirabili Victoria (Cujusdam Puellae) från 1429.
Han skrev också musikteoretiska arbeten, och var en anhängare till Christine de Pizan.
I Sverige är han mest känd som författare av den första boken som utgavs på svenska, Liber de tentationibus diaboli. Den utgavs av boktryckaren Johann Fabri 1495 under titeln Bock aff dyäffwlens frästilse ("Bok om Djävulens frästelse"), med översättning av kaniken Ericus Nicolai, som i förordet dedicerar verket till ärkebiskopen Jakob Ulfsson som beordrat översättningen "till nytta för många, som ej förstår det lärda språket". Hans Om konsten att dö översattes till svenska flera gånger och trycktes 1514.